# IN MY LIFE/To You...
「IN MY LIFE/To You...」（イン マイ ライフ / トゥ ユー）は、AZUの10枚目のシングル。

## 解説
- 前作から4か月ぶりのシングル。
- 通常盤、初回生産限定盤、期間生産限定盤の3種類があり、初回生産限定盤にはDVDが付属しており、期間生産限定盤にはアニメ特典がある。

## 収録曲

### CD

#### 通常盤、初回生産限定盤
1. IN MY LIFE
  - テレビ東京系アニメーション「よりぬき銀魂さん」エンディングテーマ
2. To You...
  - 日本テレビ系「フットンダ」11月エンディングテーマ
3. WONDERFUL　Xmas
4. IN MY LIFE -Instrumental-
5. To You...-Instrumental-
6. WONDERFUL　Xmas　-Instrumental-

#### 期間生産限定盤
1. IN MY LIFE
2. To You...
3. WONDERFUL　Xmas
4. IN MY LIFE TV SIZE
5. IN MY LIFE -Instrumental-
6. To You...-Instrumental-
7. WONDERFUL　Xmas　-Instrumental-
8. IN MY LIFE TV SIZE -YOU & NICONICO KARAOKE-

### DVD （初回生産限定盤）
1. たしかなこと Music Video
2. たしかなこと Music Video メイキング